# Loden

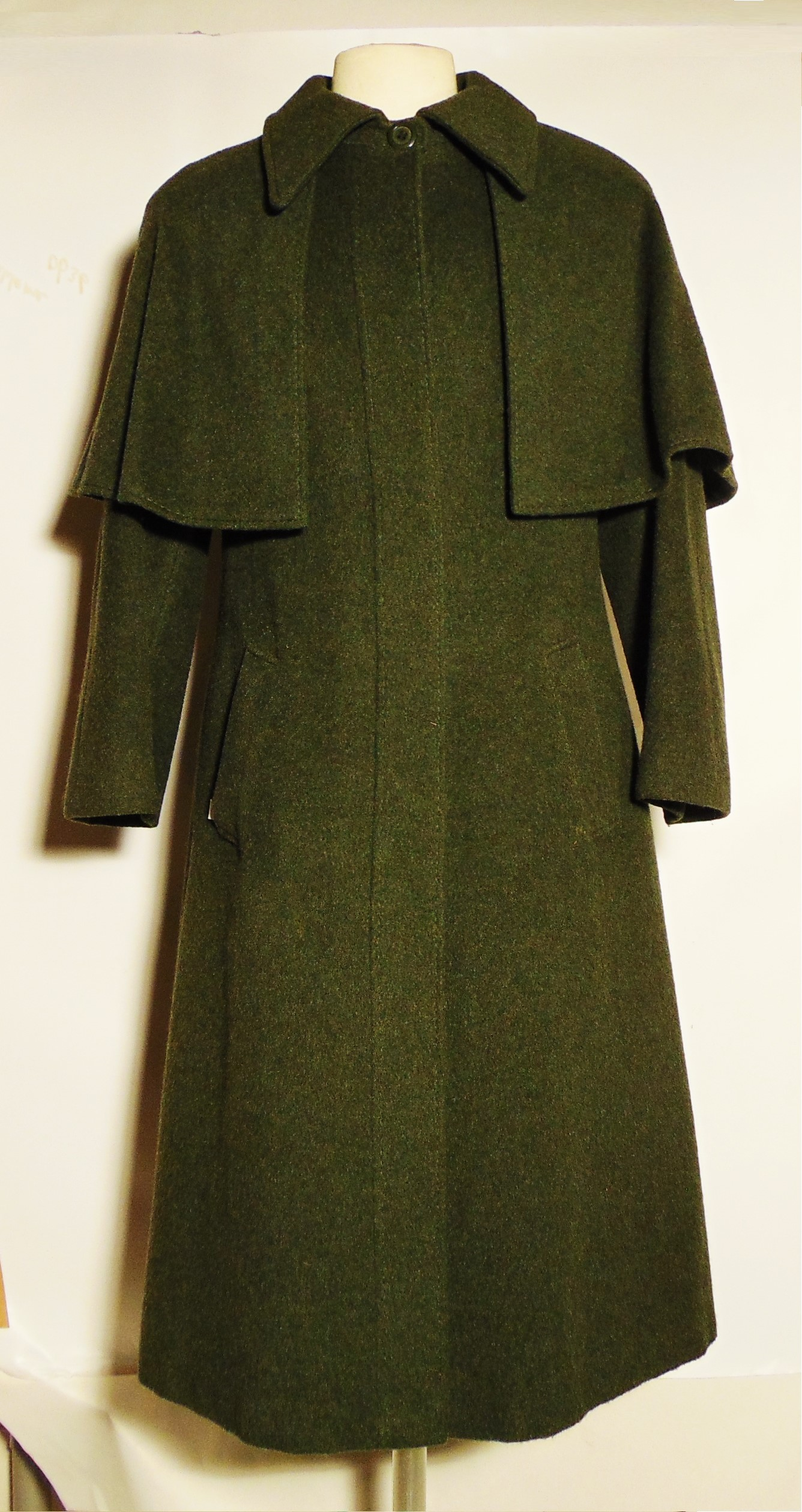
Loden para dama.

El loden es un abrigo de tela impermeable, liviana y abrigada creada en la Edad Media por monjes tiroleses para protegerse del frío y de la nieve. Luego el Emperador Francisco José de Austria lo introdujo en la nobleza y hoy es utilizado en la costura tanto de hombre como de mujer.

## Fabricación
Para producir la tela del loden, se tejen hilos sueltos en telas sueltas que luego se someten a un largo proceso de encogimiento, que finalmente adquiere la textura del fieltro y se vuelve bastante denso. Luego se carda y se recorta, un proceso que se repite varias veces hasta que el tejido resultante proporciona un buen calor para su peso, y es relativamente flexible, a prueba de viento y extremadamente duradero.